# Vörös-folyó (Kanada)
A Vörös-folyó (angolul Red River vagy Red River of the North, franciául  rivière Rouge) jelentős folyó az Egyesült Államokban és Kanadában.
Hossza 885 kilométer, vízgyűjtő területe 287 500 km².
Az USA Minnesota államában ered, a Bois de Sioux és a Hódfark (Otter Tail River) folyók összefolyásaként. Innen észak felé halad és egy szakaszon Minnesota és Észak-Dakota államok határát képezi, mielőtt átlép a kanadai Manitoba tartományba, ahol a Winnipeg-tóba ömlik.

## Nagyobb városok a folyó mentén
- Moorhead (Minnesota)
- Fargo (Észak-Dakota)
- Grand Forks (Észak-Dakota)
- Winnipeg (Manitoba, Kanada)